# 남자 200m 달리기 대한민국 기록 추이
남자 200m 달리기 대한민국 기록 추이는 다음과 같다.

## 수동 계시
|  | 21초 3 |  | 오세진 | 한국주정 | 1974. |

## 전자 계시
| # | 기록    | 바람  | 차이   | 선수   | 소속 | 날짜         | 대회명                             | 장소                | 주석 및 기타 | 동영상 |
|   | 20초 41 | + 1.0 |        | 장재근 |      | 1985. 09. 28 | 제6회 아시아 육상 경기 선수권 대회 | 인도네시아 자카르타 | [ 1 ]        |        |
|   | 20초 40 |       | - 0.01 | 박태건 |      | 2018. 06. 28 | 제72회 전국 육상 경기 선수권 대회  | 대한민국 정선       | [ 2 ]        |        |

## 같이 보기
- 남자 100m 달리기 세계 기록 추이
- 여자 100m 달리기 세계 기록 추이